# Dalhunden
Dalhunden é uma comuna francesa na região administrativa de Grande Leste, no departamento Baixo Reno. 